# Општина Уизуко де лос Фигероа (Гереро)
Уизуко де лос Фигероа (шп. Huitzuco de los Figueroa) општина је у Мексику у савезној држави Гереро. Општина се налази на надморској висини од 937 м.

## Становништво
Према подацима из 2010. у општини је живело 37364 становника.

### Хронологија
| Година       | 2000                  | 2005                  | 2010                  |
| ------------ | --------------------- | --------------------- | --------------------- |
| Становништво | 35668 (16934 / 18734) | 35055 (16386 / 18669) | 37364 (17935 / 19429) |

### Попис
| \| \| м \| \| \| ж \| \| 0—2 \| 1.036 \| \| \| 983 \| \| 3—5 \| 1.020 \| \| \| 1.080 \| \| 6—11 \| 2.401 \| \| \| 2.314 \| \| 12—14 \| 1.325 \| \| \| 1.268 \| \| 15—17 \| 1.365 \| \| \| 1.270 \| \| 18—24 \| 2.060 \| \| \| 2.329 \| \| 60+ \| 2.495 \| \| \| 2.830 \| \| Просек : \| 29,0 \| \| \| 30,3 \| |       |  |  |       |
| |       |  |  |       |
| | м     |  |  | ж     |
| 0—2 | 1.036 |  |  | 983   |
| 3—5 | 1.020 |  |  | 1.080 |
| 6—11 | 2.401 |  |  | 2.314 |
| 12—14 | 1.325 |  |  | 1.268 |
| 15—17 | 1.365 |  |  | 1.270 |
| 18—24 | 2.060 |  |  | 2.329 |
| 60+ | 2.495 |  |  | 2.830 |
| Просек : | 29,0  |  |  | 30,3  |

| #   | Индикатор                                                                                        | Вредност |
| --- | ------------------------------------------------------------------------------------------------ | -------- |
| 1   | Становништво од 0 до 2 године                                                                    | 2019     |
| 2   | Мушко становништво од 0 до 2 године                                                              | 1036     |
| 3   | Женско становништво од 0 до 2 године                                                             | 983      |
| 4   | Становништво са 3 и више година                                                                  | 35295    |
| 5   | Мушко становништво са 3 и више година                                                            | 16875    |
| 6   | Женско становништво са 3 и више година                                                           | 18420    |
| 7   | Становништво са 5 и више година                                                                  | 33913    |
| 8   | Мушко становништво са 5 и више година                                                            | 16212    |
| 9   | Женско становништво са 5 и више година                                                           | 17701    |
| 10  | Становништво са 12 и више година                                                                 | 28480    |
| 11  | Мушко становништво са 12 и више година                                                           | 13454    |
| 12  | Женско становништво са 12 и више година                                                          | 15026    |
| 13  | Становништво са 15 и више година                                                                 | 25887    |
| 14  | Мушко становништво са 15 и више година                                                           | 12129    |
| 15  | Женско становништво са 15 и више година                                                          | 13758    |
| 16  | Становништво са 18 и више година                                                                 | 23252    |
| 17  | Мушко становништво са 18 и више година                                                           | 10764    |
| 18  | Женско становништво са 18 и више година                                                          | 12488    |
| 19  | Становништво од 3 до 5 година                                                                    | 2100     |
| 20  | Мушко становништво од 3 до 5 година                                                              | 1020     |
| 21  | Женско становништво од 3 до 5 година                                                             | 1080     |
| 22  | Становништво од 6 до 11 година                                                                   | 4715     |
| 23  | Мушко становништво од 6 до 11 година                                                             | 2401     |
| 24  | Женско становништво од 6 до 11 година                                                            | 2314     |
| 25  | Становништво од 8 до 14 година                                                                   | 5847     |
| 26  | Мушко становништво од 8 до 14 година                                                             | 3018     |
| 27  | Женско становништво од 8 до 14 година                                                            | 2829     |
| 28  | Становништво од 12 до 14 година                                                                  | 2593     |
| 29  | Мушко становништво од 12 до 14 година                                                            | 1325     |
| 30  | Женско становништво од 12 до 14 година                                                           | 1268     |
| 31  | Становништво од 15 до 17 година                                                                  | 2635     |
| 32  | Мушко становништво од 15 до 17 година                                                            | 1365     |
| 33  | Женско становништво од 15 до 17 година                                                           | 1270     |
| 34  | Становништво од 18 до 24 године                                                                  | 4389     |
| 35  | Мушко становништво од 18 до 24 године                                                            | 2060     |
| 36  | Женско становништво од 18 до 24 године                                                           | 2329     |
| 37  | Женско становништво од 15 до 49 година                                                           | 9278     |
| 38  | Становништво са 60 и више година                                                                 | 5325     |
| 39  | Мушко становништво са 60 и више година                                                           | 2495     |
| 40  | Женско становништво са 60 и више година                                                          | 2830     |
| 41  | Однос између мушкараца и жена                                                                    | 92.31    |
| 42  | Становништво од нуле до 14 година                                                                | 11427    |
| 43  | Становништво од 15 до 64 године                                                                  | 21878    |
| 44  | Становништво од 65 година и више                                                                 | 4009     |
| 45  | Просечан број деце                                                                               | 2.95     |
| 46  | Становништво рођено у ентитету                                                                   | 34882    |
| 47  | Мушко становништво рођено у ентитету                                                             | 16760    |
| 48  | Женско становништво рођено у ентитету                                                            | 18122    |
| 49  | Становништво рођено у другом ентитету                                                            | 1923     |
| 50  | Мушко становништво рођено у другом ентитету                                                      | 910      |
| 51  | Женско становништво рођено у другом ентитету                                                     | 1013     |
| 52  | Становништво од 5 година и више резидентно у ентитету у јуну 2005. године                        | 32041    |
| 53  | Мушко становништво старосног доба од 5 година и више, резидентно у ентитету у јуну 2005. године  | 15012    |
| 54  | Женско становништво старосног доба од 5 и више година, резидентно у ентитету у јуну 2005. године | 17029    |
| 55  | Становништво од 5 година и више које је живело у другом ентитету у јуну 2005. године             | 610      |
| 56  | Мушко становништво старије од 5 година које је живело у другом ентитету у јуну 2005. године      | 309      |
| 57  | Женско становништво старије од 5 година које је живело у другом ентитету у јуну 2005. године     | 301      |
| 58  | Становништво од 3 године и више које говори аутохтони језик                                      | 2663     |
| 59  | Мушко становништво старо 3 године и више које говори аутохтони језик                             | 1283     |
| 60  | Женско становништво старо 3 године и више које говори аутохтони језик                            | 1380     |
| 61  | Становништво од 3 године и више које говори аутохтони језик и не говори шпански језик            | 37       |
| 62  | Мушко становништво старо 3 године и више које говори аутохтони језик и не говори шпански         | 12       |
| 63  | Женско становништво старо 3 године и више које говори аутохтони језик и не говори шпански језик  | 25       |
| 64  | Становништво старо 3 године и више које говори аутохтони језик и шпански                         | 2514     |
| 65  | Мушко становништво старо 3 године и више које говори аутохтони језик и шпански                   | 1217     |
| 66  | Женско становништво старо 3 године и више које говори аутохтони језик и шпански                  | 1297     |
| 67  | Становништво од 5 година и више које говори аутохтони језик                                      | 2634     |
| 68  | Становништво од 5 година и више које говори аутохтони језик и не говори шпански језик            | 37       |
| 69  | Становништво од 5 година и више које говори аутохтони језик и говори шпански језик               | 2488     |
| 70  | Становништво у домородачким домаћинствима                                                        | 4952     |
| 71  | Становништво са ограничењима у активностима                                                      | 2129     |
| 72  | Становништво са ограниченим ходањем или кретањем, горе или доле                                  | 1377     |
| 73  | Становници са ограничењима вида, чак и уз кориштење сочива                                       | 377      |
| 74  | Становништво са ограничењима говора, комуникације или конверзације                               | 185      |
| 75  | Становништво са ограниченим слухом                                                               | 209      |
| 76  | Становништво са ограничењима при одевању, купању или јелу                                        | 49       |
| 77  | Становништво са ограничењима у опажању или учењу једноставних ствари                             | 37       |
| 78  | Становништво са менталним ограничењима                                                           | 170      |
| 79  | Становништво без ограничења активности                                                           | 34868    |
| 80  | Становништво од 3 до 5 година које не похађа школу                                               | 591      |
| 81  | Мушко становништво од 3 до 5 година које не похађа школу                                         | 312      |
| 82  | Женско становништво од 3 до 5 година које не похађа школу                                        | 279      |
| 83  | Становништво од 6 до 11 година које не похађа школу                                              | 163      |
| 84  | Мушко становништво од 6 до 11 година које не похађа школу                                        | 101      |
| 85  | Женско становништво од 6 до 11 година које не похађа школу                                       | 62       |
| 86  | Становништво од 12 до 14 година које не похађа школу                                             | 336      |
| 87  | Мушко становништво од 12 до 14 година које не похађа школу                                       | 187      |
| 88  | Женско становништво од 12 до 14 година које не похађа школу                                      | 149      |
| 89  | Становништво од 15 до 17 година похађа школу                                                     | 1475     |
| 90  | Мушко становништво од 15 до 17 година похађа школу                                               | 750      |
| 91  | Женско становништво између 15 и 17 година живота у школи                                         | 725      |
| 92  | Становништво од 18 до 24 године похађа школу                                                     | 805      |
| 93  | Мушко становништво од 18 до 24 године похађа школу                                               | 397      |
| 94  | Женско становништво од 18 до 24 године похађа школу                                              | 408      |
| 95  | Становништво од 8 до 14 година које не може да чита и пише                                       | 276      |
| 96  | Мушко становништво старосног доба од 8 до 14 година које не може да чита и пише                  | 182      |
| 97  | Женско становништво старосног доби од 8 до 14 година које не може да чита и пише                 | 94       |
| 98  | Становништво од 15 година и више које је неписмено                                               | 4413     |
| 99  | Мушко становништво од 15 година и више које је неписмено                                         | 1930     |
| 100 | Женско становништво од 15 година и више које је неписмено                                        | 2483     |
| 101 | Становништво старо 15 и више година без школовања                                                | 4322     |
| 102 | Мушко становништво старо 15 и више година без школовања                                          | 1977     |
| 103 | Женско становништво старо 15 и више година без школовања                                         | 2345     |
| 104 | Становништво старосног доба 15 и више година са непотпуним основним образовањем                  | 5439     |
| 105 | Мушко становништво старосног доба од 15 година и више са непотпуном основним образовањем         | 2563     |
| 106 | Женско становништво старосног доба 15 и више година са непотпуном основним образовањем           | 2876     |
| 107 | Становништво старо 15 и више година са комплетним основним образовањем                           | 5053     |
| 108 | Мушко становништво старо 15 година и више са комплетним основним образовањем                     | 2253     |
| 109 | Женско становништво старо 15 и више година са комплетним основним образовањем                    | 2800     |
| 110 | Становништво старосног доба 15 и више година са непотпуним средњим образовањем                   | 1593     |
| 111 | Мушко становништво старосног доба од 15 година и више са непотпуним средњим образовањем          | 845      |
| 112 | Женско становништво старосног доба од 15 година и више са непотпуним средњим образовањем         | 748      |
| 113 | Становништво старо 15 и више година са пуним секундарном образовањем                             | 4258     |
| 114 | Мушко становништво старосног доба од 15 година и више са пуним секундарном образовањем           | 2071     |
| 115 | Женско становништво старосног доба од 15 година и више са пуним секундарном образовањем          | 2187     |
| 116 | Становништво старије од 18 година са постосновним образовањем                                    | 4639     |
| 117 | Мушко становништво старије од 18 година са постосновним образовањем                              | 2177     |
| 118 | Женско становништво старије од 18 година са постосновним образовањем                             | 2462     |
| 119 | Просечна оцена школовања                                                                         | 6.33     |
| 120 | Просечан ниво образовања мушке популације                                                        | 6.36     |
| 121 | Просечан ниво образовања женског становништва                                                    | 6.3      |
| 122 | Економски активно становништво                                                                   | 12858    |
| 123 | Економски активна мушка популација                                                               | 9363     |
| 124 | Економски активна женска популација                                                              | 3495     |
| 125 | Становништво које није економски активно                                                         | 15423    |
| 126 | Мушко становништво које није економски активно                                                   | 3958     |
| 127 | Женско становништво које није економски активно                                                  | 11465    |
| 128 | Запослено становништво                                                                           | 12089    |
| 129 | Запослено мушко становништво                                                                     | 8680     |
| 130 | Запослено женско становништво                                                                    | 3409     |
| 131 | Незапослена популација                                                                           | 769      |
| 132 | Незапослена мушка популација                                                                     | 683      |
| 133 | Незапослена женска популација                                                                    | 86       |
| 134 | Становништво без права на здравствене услуге                                                     | 15343    |
| 135 | Становништво које има право на здравствене услуге                                                | 21900    |
| 136 | Становништво које има право на ИМСС                                                              | 1159     |
| 137 | Становништво које има право на социјално осигурање                                               | 3238     |
| 138 | Становништво које има право на државно социјално осигурање                                       | 38       |
| 139 | Становништво које има право на опште осигурање или здравствено осигурање за нову генерацију      | 17013    |
| 140 | Становништво које је било једном или није било у браку током 12 година и више                    | 9598     |
| 141 | Венчано или уједињено становништво од 12 година и више                                           | 15666    |
| 142 | Становништво које је било у браку или уједињено 12 година и више                                 | 3185     |
| 143 | Становништво са католичком религијом                                                             | 31867    |
| 144 | Протестанти, еванђелисти и библијски следбеници различити од еванђелиста                         | 3671     |
| 145 | Становништво са другим религијама различитим од претходних                                       | 383      |
| 146 | Становништво без религије                                                                        | 955      |
| 147 | Укупно пописаних домаћинства                                                                     | 10009    |
| 148 | Пописна домаћинства на челу са мушкарцима                                                        | 6934     |
| 149 | Пописна домаћинства на челу са женама                                                            | 3075     |
| 150 | Становништво у пописним домаћинствима                                                            | 37328    |
| 151 | Становништво у пописним домаћинствима на челу са мушкарцима                                      | 27503    |
| 152 | Становништво у пописним домаћинствима на челу са женама                                          | 9825     |
| 153 | Укупно домаћинстава                                                                              | 13620    |
| 154 | Укупно насељених домаћинстава                                                                    | 10018    |
| 155 | Укупно приватних кућа                                                                            | 13611    |
| 156 | Насељени приватни домови                                                                         | 10009    |
| 157 | Укупно насељених приватних кућа                                                                  | 10017    |
| 158 | Ненасељене приватне куће                                                                         | 2955     |
| 159 | Појединачна домаћинства за привремену употребу                                                   | 647      |
| 160 | Становници у насељеним приватним кућама                                                          | 37328    |
| 161 | Насељеност станара у приватним становима                                                         | 3.73     |
| 162 | Просечно становника по соби у приватним насељеним домаћинствима                                  | 1.23     |
| 163 | Појединачна домаћинства са подовима од различитих материјала од земље                            | 7902     |
| 164 | Појединачна домаћинства у приземљу                                                               | 2072     |
| 165 | Појединачна домаћинства са једном спаваћом собом                                                 | 4743     |
| 166 | Појединачна домаћинства са две спаваће собе и више                                               | 5236     |
| 167 | Појединачна домаћинства са једним собом                                                          | 1253     |
| 168 | Појединачна домаћинства са две собе                                                              | 2590     |
| 169 | Појединачна домаћинства са 3 собе и више                                                         | 6127     |
| 170 | Појединачна домаћинства која имају електрично светло                                             | 9736     |
| 171 | Појединачна домаћинства која немају електрично светло                                            | 240      |
| 172 | Појединачна домаћинства која имају водоводну воду у стамбеном простору                           | 4282     |
| 173 | Појединачна домаћинства која немају водоводну воду у стамбеном простору                          | 5691     |
| 174 | Појединачна домаћинства која имају тоалет                                                        | 8268     |
| 175 | Појединачна домаћинства која имају канализацију                                                  | 7601     |
| 176 | Појединачна домаћинства која немају канализацију                                                 | 2343     |
| 177 | Појединачна домаћинства која имају електрично светло, довод воде из јавне мреже и канализацију   | 3773     |
| 178 | Појединачна домаћинства без икаквих услова                                                       | 399      |
| 179 | Појединачна домаћинства која имају радио                                                         | 6801     |
| 180 | Појединачна домаћинства која имају телевизор                                                     | 8994     |
| 181 | Појединачна домаћинства која имају фрижидер                                                      | 8120     |
| 182 | Појединачна домаћинства која имају машину за веш                                                 | 4127     |
| 183 | Појединачна домаћинства која имају аутомобил или комби                                           | 2764     |
| 184 | Појединачна домаћинства која имају рачунар                                                       | 1112     |
| 185 | Појединачна домаћинства која имају фиксну телефонску линију                                      | 3976     |
| 186 | Појединачна домаћинства која имају мобилни телефон                                               | 3383     |
| 187 | Појединачна домаћинства која имају приступ интернету                                             | 694      |